# Wybory parlamentarne na Białorusi w 1995 roku
Wybory parlamentarne na Białorusi w 1995 roku (biał. Парлямэнцкія выбары ў Беларусі 1995 году) odbyły się w dwóch turach: 14 i 28 maja, po których nastąpiły wybory uzupełniające (również w II turach: 29 listopada i 11 grudnia 1995). Ogółem udało się wybrać 198 deputowanych do Rady Najwyższej XIII kadencji, co zapewniło możliwość działania Radzie (udało się przekroczyć próg 60% obsadzonych mandatów). Zgodnie z konstytucją Rada Najwyższa powinna była liczyć 260 deputowanych, a liczby tej nie udało się osiągnąć. 

## Historia
Wybory zostały wyznaczone na 14 i 28 maja 1995 w związku z upływem pełnomocnictw Rady Najwyższej XII kadencji wybranej jeszcze w okresie Białoruskiej SRR w 1990. Przyjmuje się, że były to pierwsze w pełni wolne wybory parlamentarne na Białorusi w XX wieku. Wyborcy mieli za zadanie wybór 260 deputowanych w tyluż okręgach jednomandatowych metodą większościową. Przewidziano podwójny próg: by wybory były ważne, frekwencja w okręgu powinna była wynieść 50% uprawnionych do głosowania, a za zwycięskim kandydatem powinno paść co najmniej 50% głosów ważnych oddanych w okręgu. Gdyby ten wymóg nie został spełniony, przewidziano kolejną turę wyborów na dzień 28 maja 1995. 
O miejsca w parlamencie ubiegało się 2348 kandydatów (średnio na jeden okręg), z czego 43% deklarowało się jako niezależni, 10% członkowie i sympatycy komunistów, a 8% – działacze Białoruskiego Frontu Ludowego. Spośród innych ugrupowań swoich kandydatów wystawił Związek Socjaldemokratyczny (organizacja stworzona wokół Białoruskiej Socjaldemokratycznej Hramady), Partia Zgody Narodowej, Zjednoczona Partia Obywatelska, Białoruska Partia Agrarna, Ogólnobiałoruska Partia Pojednania, a także Związek Polaków na Białorusi. 
W I turze wyborów w dniu 14 maja 1995 frekwencja wyniosła 64%. Wybrano 18 deputowanych reprezentujących nomenklaturę komunistyczną. W 26 okręgach wybory nie odbyły się z powodu niespełnienia wymogu frekwencji, w 216 zarządzono drugą turę w dniu 28 maja. W tejże II turze udało się wybrać 101 deputowanych przy 56%-owej frekwencji. Z tej liczby 41 nie reprezentowało żadnej partii, 26 skupionych było wokół lobby rolniczo-kołchozowego, 24 związanych było z komunistami, a jedynie 4 z demokratami. Wśród wybranych posłów znaleźli się Mieczysław Hryb i Wiaczesław Kiebicz. 
W związku z tym, że w obu turach wybrano jedynie 119 deputowanych, a Rada mogła pracować dopiero od 174 deputowanych (wymagany próg), zarządzono wybory uzupełniające na 29 listopada i 11 grudnia 1995. W międzyczasie Rada Najwyższa uchwaliła 7 września nowelizację ordynacji wyborczej, obniżając wymagany próg frekwencji z 50% do 25%, jednak ostatecznie zmiana ta została uchylona przez Sąd Konstytucyjny. W wyborach 29 listopada frekwencja wyniosła 61,5%, wybrano 20 deputowanych (w tym 5 komunistów i 1 demokratę). W II turze wyborów wyborcy wyłonili dalszych 59 posłów, w związku z czym nowo wybrana Rada liczyła ogółem 198 posłów i mogła rozpocząć pracę. 

## Podział mandatów w Radzie Najwyższej
| partia                                       | mandaty |
| -------------------------------------------- | ------- |
| Komunistyczna Partia Białoruska              | 44      |
| Białoruska Partia Agrarna                    | 34      |
| Związek Socjaldemokratyczny                  | 12      |
| Zjednoczona Partia Obywatelska               | 8       |
| Partia Zgody Narodowej                       | 8       |
| Partia Wszechbiałoruskiej Zgody i Pojednania | 2       |
| bezpartyjni                                  | 96      |
| Razem                                        | 198     |